# Galati Marina
Galati Marina è una frazione costiera della Circoscrizione I della città di Messina, distante circa 12 km a Sud dal centro cittadino.
Confina a Nord con Mili Marina e a Sud con Santa Margherita Marina. Le acque dello Stretto di Messina prospicienti la città di Reggio Calabria bagnano le sue spiagge, mentre verso monte confina col villaggio di Galati Inferiore (Galati Sant'Anna).

## Toponimo
Il nome Galati deriva dal greco antico γάλα (gàla), cioè latte, in quanto anticamente il territorio del paese era zona di pascolo e i suoi abitanti praticavano la pastorizia e l'allevamento del bestiame.
Il suo appellativo di Marina deriva dalla posizione geografica sulle rive del mare, per distinguerla dai villaggi di Galati Superiore e Galati Inferiore.

## Storia
Sorta verso il 1820,allorché terminarono le incursioni dei corsari barbareschi che infestavano il Mediterraneo occidentale, il sito da piccolo villaggio di pescatori si popolò rapidamente. All'attività della pesca si aggiunse quella agricola, in specialmodo la coltivazione del limone, che veniva spedito in Alta Italia e all'estero servendosi della stazione FS del paese, che fungeva anche da scalo merci.
Da villaggio ad economia legata alla pesca e al commercio degli agrumi, negli anni settanta del XX secolo, Galati Marina aveva scoperto una vocazione turistica come luogo di villeggiatura e di balneazione. Famosi erano alcuni dancing che per alcune estati movimentarono l'estate del villaggio, unitamente al frequentatissimo bar Suaria famoso in tutta la città per le sue granite ed i suoi gelati.

## Monumenti e luoghi d'interesse

### Chiesa
Chiesa Madonna della Lettera finita di costruire nel 1943. Nel 1972 è diventata parrocchia staccandosi da quella di Galati Sant'Anna.

### Impianti sportivi
All'estremo lato sud del villaggio (contrada Canale), vi era il campo di calcio comunale, distrutto dalle mareggiate tra il 2012 e 2014, terreno di gioco delle squadre giovanili e dilettantistiche messinesi.
Su questo terreno di gioco hanno mosso i primi passi Raimondo Marino e Nello Basile prima di essere acquistati dal Napoli calcio, militando nella squadra giovanile del Pro Galati.

## Infrastrutture e trasporti
L'angusta via Nazionale che attraversa l'abitato in tutta la sua lunghezza, fino al 1957 era l'unica strada che congiungeva Messina con Catania e venne sostituita dalla variante Strada statale 114 Orientale Sicula passante a monte dell'abitato. Sulla stessa strada Nazionale fra il 1892 e il 1951 la località era servita dalla tranvia Messina-Giampilieri della SATS, elettrificata nel 1917.
Nella medesima località è presente la stazione di Galati, posta sulla ferrovia Messina-Siracusa e servita dai treni della "Metroferrovia di Messina".
Galati Marina è collegata al centro cittadino dagli autoservizi ATM.